# Gabrius vulcanus
Gabrius vulcanus – gatunek chrząszcza z rodziny kusakowatych i podrodziny Staphylininae.
Gatunek ten został opisany w 1950 roku przez Malcolma Camerona, który jako miejsce typowe wskazał wulkan Nyamuragira w Parc National Albert. W obrębie rodzaju należy do grupy gatunków G. coryndoni.
Kusak o ciele długości w zakresie 5,2 do 5,8 mm. Szerszy niż G. amans. Czułki dwubarwne, krótkie, sięgające około ¼ długości przedplecza. Odgałęzienia paramer bardzo długie i łukowate.
Chrząszcz afrotropikalny, znany wyłącznie z Demokratycznej Republiki Konga.